# Eitaro Ozawa
Eitaro Ozawa (小沢 栄太郎 Ozawa Eitarō?, 27 de marzo de 1909 - 23 de abril de 1988) fue un actor japonés. Apareció en más de 200 películas entre 1935 y 1988. 

## Filmografía seleccionada

### Películas
- Dama del infierno (1949)
- Inazuma (1952)
- Los cuentos de la luna pálida (1953)
- Chikamatsu Monogatari (1954)
- Yōkihi (1955)
- Okami (1955)
- Joyū (1956)
- Suzakumon (1957)
- Bijo to Ekitai-ningen (1958)
- The Loyal 47 Ronin (1958)
- Daigo Fukuryū Maru (1959)
- Onna ga kaidan o noboru toki (1960)
- Kirare Yosaburo (1960)
- Kutabare gurentai (1960)
- Gorath (1962)
- Ansatsu (1964)
- Akuto (1965)
- Shiroi Kyotō (1966), Professor Ugai
- Zatoichi chikemurikaidō (1967)
- Kuro bara no yakata (1969)
- Shinobu ito (1973)
- Sandakan No. 8 (1974)
- Aru eiga-kantoku no shōgai Mizoguchi Kenji no kiroku (1975)
- Shin Jingi Naki Tatakai: Kumicho Saigo no Hi (1976)
- Shōsetsu Yoshida gakkō (1983), Tsuruhei Matsuno
- Shinran: Shiroi michi (1987)

### Televisión
- Shin Heike Monogatari (1972), Shinzei
- Genroku Taiheiki (1975), Kira Yoshinaka
- Shiroi Kyotō (1978), profesor Ugai
- Hissatsu Karakurinin Fugakuhiyakkei Koroshitabi (1978)
- Akō Rōshi (1979), Kira Yoshinaka
- Ōoku (1983), Tokugawa Mitsukuni

## Honores
- Orden del sol naciente, 4.ª clase, rayos de oro con roseta (1988)